# Saydali Yuldashev
Saydali Aripovich Yuldashev (ur. 31 stycznia 1968) – uzbecki szachista, arcymistrz od 1997 roku.

## Kariera szachowa
W ścisłej czołówce uzbeckich znajduje się od rozpadu Związku Radzieckiego. Pomiędzy 1992 a 2008 r. sześciokrotnie uczestniczył w szachowych olimpiadach, zdobywając dwa medale: złoty (1996, za indywidualny wynik na III szachownicy) oraz srebrny (1992, wspólnie z drużyną). Był również dwukrotnym (1993, 2001) uczestnikiem drużynowych mistrzostw świata oraz pięciokrotnym (w latach 1993–2008) reprezentantem kraju na drużynowych mistrzostwach Azji, na których zdobył 5 medali: trzy drużynowo (1999 – złoty, 1993 – srebrny, 1995 – brązowy) oraz dwa indywidualnie (1993, 1995 – srebrne).
Dwukrotnie (1993, 2003) zdobył złote medale indywidualnych mistrzostw Uzbekistanu, był również srebrnym (2006) i brązowym (2005) medalistą mistrzostw kraju. Największy indywidualny sukces odniósł w 2001 r. w Kalkucie, zdobywając tytuł indywidualnego wicemistrza Azji. Wynik ten dał mu automatycznie awans do pucharowego turnieju o mistrzostwo świata, który odbył się w tym samym roku w Moskwie (w I rundzie przegrał z Zurabem Azmaiparaszwilim i odpadł z dalszej rywalizacji).
Inne indywidualne sukcesy:
- 1993 – Hlinsko (dz. I m. wspólnie z Martinem Pribylem(inne języki)),
- 1998 – Recklinghausen (I m.)[6],
- 2003 – Uralsk (dz. I m. wspólnie z Maksimem Sorokinem), Bombaj (mistrzostwa Wspólnoty Narodów, dz. II m. za Nguyễnem Anhem Dũngiem, wspólnie z Rustamem Kasimdżanowem, Jewgienijem Władimirowem, Dibyendu Baruą i Subbaraman Vijayalakshmi),
- 2004 – Nowe Delhi (dz. I m. wspólnie z Pawłem Kocurem), Lucknow (dz. II m. za Maratem Dżumajewem, wspólnie z Deepanem Chakkravarthym(inne języki) i Praveenem Thipsayem),
- 2005 – Dhaka (dz. II m. za Surya Gangulym, wspólnie z Enamulem Hossainem, Reefatem Bin-Sattarem i Aleksandrem Fominychem),
- 2008 – Bombaj (dz. I m. wspólnie z Michałem Krasenkowem, Humpy Koneru, Abhijitem Kunte, Antonem Filippowem i Ziaurem Rahmanem), Sangli (dz. I m. wspólnie z Szuchratem Safinem), Manila (dz. II m. za Li Shilongiem, wspólnie z Zhang Zhongiem i Ehsanem Ghaemem Maghamim), Kuala Lumpur (III m. za Drażenem Sermkiem i Ziaurem Rahmanem),
- 2009 – Pawłodar (dz. I m. wspólnie z m.in. Rustamem Chusnutdinowem(inne języki)),
- 2010 – Dhaka (II m. za Saptarshim Royem Chowdhury(inne języki)).

Najwyższy ranking w dotychczasowej karierze osiągnął 1 stycznia 2004 r., z wynikiem 2559 punktów zajmował wówczas 2. miejsce (za Rustamem Kasimdżanowem) wśród uzbeckich szachistów.